# Cao Yang
Cao Yang (en chino tradicional, 曹陽; en chino simplificado, 曹阳; pinyin, Cáo Yáng; Tianjin, China, 15 de diciembre de 1981) es un exfutbolista de China que jugaba en la posición de defensa.

## Carrera

### Club
Jugó toda su carrera con el Tianjin Teda de 2000 a 2019, con el que anotó 53 goles en 387 partidos y ganó la Copa de China de fútbol en 2011.

### Selección nacional
Jugó para China en 32 ocasiones de 2002 a 2009 y anotó dos goles; ganó el Campeonato de Fútbol de Asia Oriental de 2005, participó en la Copa Asiática 2007 y en los Juegos Asiáticos de 2002.

## Estadísticas
| Apariciones con Club | Apariciones con Club | Apariciones con Club | Liga        | Liga  | Copa        | Copa   | Copa de Liga | Copa de Liga | Continental | Continental | Otros       | Otros | Total       | Total |
| Temporada            | Club                 | Liga                 | Apariciones | Goles | Apariciones | Goles  | Apariciones  | Goles        | Apariciones | Goles       | Apariciones | Goles | Apariciones | Goles |
| China PR             | China PR             | China PR             | Liga        | Liga  | FA Cup      | FA Cup | CSL Cup      | CSL Cup      | Asia        | Asia        | Otros       | Otros | Total       | Total |
| -------------------- | -------------------- | -------------------- | ----------- | ----- | ----------- | ------ | ------------ | ------------ | ----------- | ----------- | ----------- | ----- | ----------- | ----- |
| 2000                 | Tianjin Teda         | Liga Jia-A           | 1           | 0     | 0           | 0      | -            | -            | -           | -           | -           | -     | 1           | 0     |
| 2001                 | Tianjin Teda         | Liga Jia-A           | 10          | 0     | 2           | 0      | -            | -            | -           | -           | -           | -     | 12          | 0     |
| 2002                 | Tianjin Teda         | Liga Jia-A           | 20          | 2     | 0           | 0      | -            | -            | -           | -           | -           | -     | 20          | 2     |
| 2003                 | Tianjin Teda         | Liga Jia-A           | 22          | 5     | 3           | 0      | -            | -            | -           | -           | -           | -     | 25          | 5     |
| 2004                 | Tianjin Teda         | Superliga de China   | 21          | 1     | 0           | 0      | 5            | 3            | -           | -           | -           | -     | 26          | 4     |
| 2005                 | Tianjin Teda         | Superliga de China   | 26          | 7     | 0           | 0      | 2            | 0            | -           | -           | -           | -     | 28          | 7     |
| 2006                 | Tianjin Teda         | Superliga de China   | 27          | 7     | 4           | 0      | -            | -            | -           | -           | -           | -     | 31          | 7     |
| 2007                 | Tianjin Teda         | Superliga de China   | 27          | 4     | -           | -      | -            | -            | -           | -           | -           | -     | 27          | 4     |
| 2008                 | Tianjin Teda         | Superliga de China   | 29          | 7     | -           | -      | -            | -            | -           | -           | -           | -     | 29          | 7     |
| 2009                 | Tianjin Teda         | Superliga de China   | 29          | 7     | -           | -      | -            | -            | 3           | 0           | -           | -     | 32          | 7     |
| 2010                 | Tianjin Teda         | Superliga de China   | 12          | 1     | -           | -      | -            | -            | -           | -           | -           | -     | 12          | 1     |
| 2011                 | Tianjin Teda         | Superliga de China   | 29          | 1     | 3           | 0      | -            | -            | 7           | 2           | -           | -     | 39          | 3     |
| 2012                 | Tianjin Teda         | Superliga de China   | 20          | 1     | 1           | 0      | -            | -            | 5           | 0           | 1           | 0     | 27          | 1     |
| 2013                 | Tianjin Teda         | Superliga de China   | 24          | 4     | 0           | 0      | -            | -            | -           | -           | -           | -     | 24          | 4     |
| 2014                 | Tianjin Teda         | Superliga de China   | 13          | 1     | 0           | 0      | -            | -            | -           | -           | -           | -     | 13          | 1     |
| 2016                 | Tianjin Teda         | Superliga de China   | 25          | 3     | 1           | 0      | -            | -            | -           | -           | -           | -     | 26          | 3     |
| 2017                 | Tianjin Teda         | Superliga de China   | 16          | 2     | 1           | 0      | -            | -            | -           | -           | -           | -     | 17          | 2     |
| 2018                 | Tianjin Teda         | Superliga de China   | 26          | 0     | 0           | 0      | -            | -            | -           | -           | -           | -     | 26          | 0     |
| 2019                 | Tianjin Teda         | Superliga de China   | 10          | 1     | 3           | 0      | -            | -            | -           | -           | -           | -     | 13          | 1     |
| Total de Carrera     | Total de Carrera     | Total de Carrera     | 387         | 54    | 18          | 0      | 7            | 3            | 15          | 2           | 1           | 0     | 428         | 59    |

## Logros

### Club
- Chinese FA Cup: 2011[4]

### Selección nacional
- East Asian Football Championship: 2005